# Ravil Isyanov
Ravil Isyanov (Russisch: Равиль Ахмедуллович Исьянов, Ravil Achmedoellovitsj Isjanov) (Voskresensk, 20 augustus 1962 – Los Angeles, 29 september 2021) was een Russisch-Amerikaans acteur.

## Biografie
Isyanov diende twee jaar in de luchtmacht van de Sovjet-Unie. Hij studeerde in 1990 af aan de Moskous Kunsttheater in Moskou. Na zijn studie vertrok hij naar Engeland om daar te gaan werken in het theater en na de val van de Sovjet-Unie in 1991 besloot hij om in Engeland te blijven. In 1998 verhuisde hij naar Los Angeles voor zijn acteercarrière. 
Isyanov begon in 1992 met acteren in de film Back in the U.S.S.R., waarna hij nog meerdere rollen speelde in films en televisieseries. Hij speelde in onder andere GoldenEye (1995), The Omega Code (1999), Along Came a Spider (2001), K-19: The Widowmaker (2002), Mr. & Mrs. Smith (2005) en Transformers: Dark of the Moon (2011).
Isyanov overleed op 59-jarige leeftijd aan de gevolgen van kanker.

## Filmografie

### Films
Uitgezonderd korte films.
- 2022 Blonde - als Billy Wilder
- 2020 Follow Me - als de ober
- 2018 Anywhere With You - als Lazlo
- 2016 Sniper: Ghost Shooter - als Andrei Mashkov
- 2014 Petals on the Wind - als George Korov
- 2011 Transformers: Dark of the Moon - als Voshkod
- 2008 Defiance - als Viktor Panchenko
- 2006 The Good German - als generaal Sikorsky
- 2005 Mr. & Mrs. Smith - als Curtis
- 2003 Holes - als Morris Menke
- 2002 K-19: The Widowmaker - als Suslov
- 2001 Arachnid - als Henry Capri
- 2001 Along Came a Spider - als Lermontov
- 2001 The Shrink Is In - als Dino
- 2000 Octopus - als Casper
- 2000 Doomsdayer - als Viktor Dorestoy
- 2000 Under Pressure - als Griekse supervisor
- 1999 The Omega Code - als Rykoff
- 1997 The Jackal - als Ghazzi Murad
- 1997 The Man Who Made Husbands Jealous ''- als Boris Levitsky
- 1997 The Saint - als Tretiak beveiliger
- 1996 Circles of Deceit: Kalon - als Kot
- 1996 Hamlet - als Cornelius
- 1996 Deadly Voyage - als Mikhail
- 1995 GoldenEye - als MiG piloot
- 1995 Hackers - als Russische hacker
- 1995 Two Deaths - als luitenant
- 1992 Stalin - als Yakov
- 1992 Back in the U.S.S.R. - als Georgi

### Televisieseries
Uitgezonderd eenmalige gastrollen.
- 2013-2021 NCIS: Los Angeles - als Anatoli Kirkin - 7 afl.
- 2014-2018 The Last Ship - als admiraal Nikolajewitsch Ruskov - 5 afl.
- 2017-2018 GLOW - als Gregory - 4 afl.
- 2017 StartUp - als Oleg - 2 afl.
- 2016-2017 Shooter - als Alexander Rosovich - 2 afl.
- 2017 The Americans - als Ruslan - 6 afl.
- 2016 The Ferryman - als Maurice - 2 afl.
- 2016 Agents of S.H.I.E.L.D. - als Anton Petrov - 2 afl.
- 2006 24 - als monteur van Bierko - 3 afl.
- 2005 Space Race - als Glushko - 2 afl.
- 2001-2003 Alias - als Luri Karpachev - 2 afl.
- 1994 EastEnders - als Marku - 2 afl.

### Computerspellen
- 2009 Wanted: Weapons of Fate - als stem
- 2001 Star Trek: Away Team - als Ivan Verov

- Library of Congress Control Number: no2009165262
- Virtual International Authority File: 101523334
- WorldCat: E39PBJg8JxGp9VQjtMkt3P3JDq